# احتلال جزر فوكلاند
احتلال جزر فوكولاند (بالإنجليزية:occupation of the Falkland Islands) ، بدأت الأزمة في اليوم الثاني من أبريل عام 1982م باحتلال جزر الفوكلاند من قبل القوات المسلحة الأرجنتينية، وكانت جيش الدفاع الفوكولاندي لا تتعدى 43 جندياً فقط، في مقابل الجيش الأرجنتيني يفوق 600 جندي، وكانت النتيجة احتلال مدينة ستانالي ومقتل ضابط أرجنتيني بيدرو جيانشينو ، وأسر نحو 114 جنديا من فوكولاند، وهذه كانت بداية أزمة فوكولاند.

## صور من الحروب

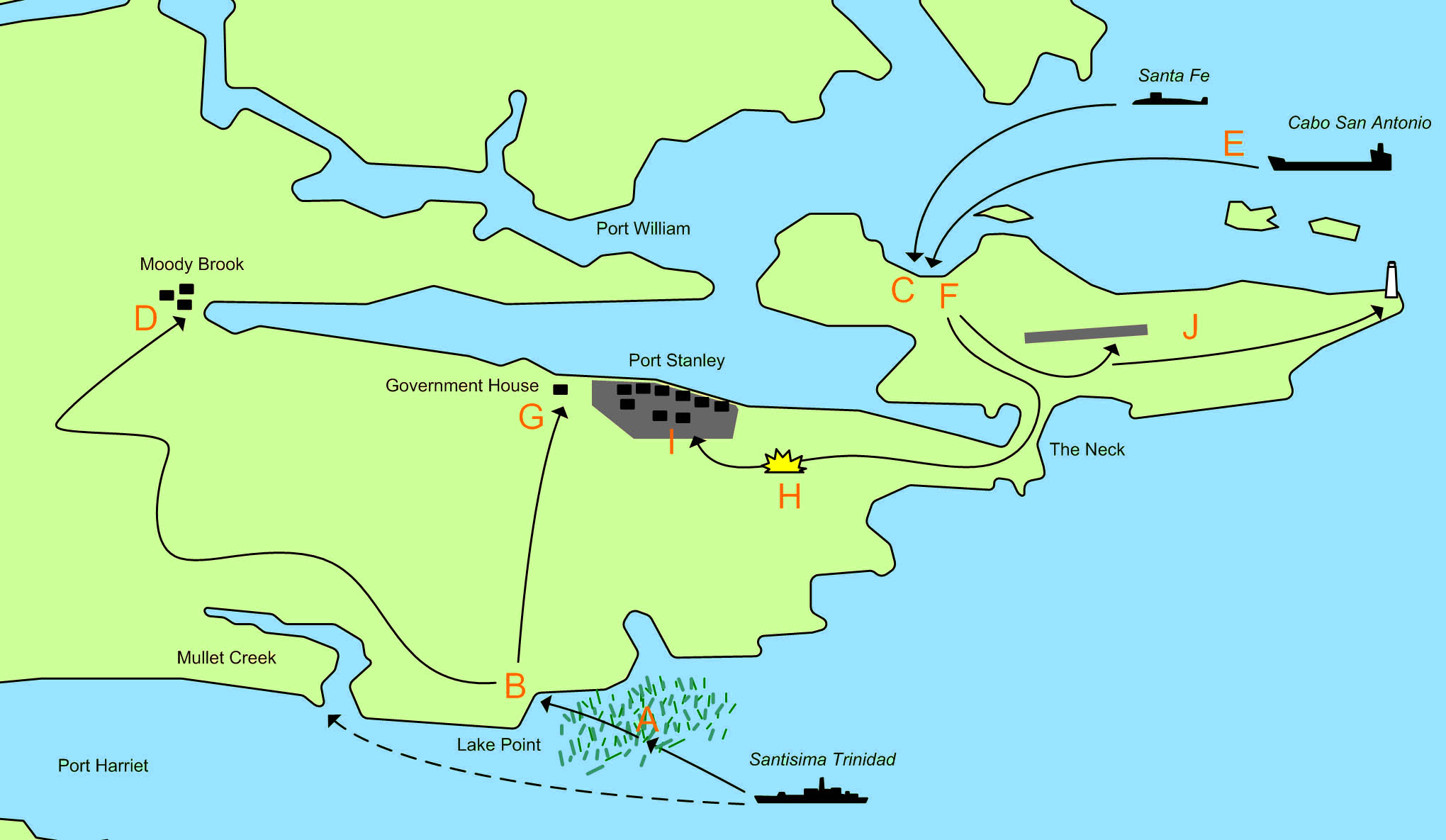
خريطة عملية أزول ، والتي حقق الجيش الأرجنتيني وصول مدينة ستانلي.

## وصلات خارجية
- Lieutenant Commander Richard D. Chenette, Marine Corps Command and Staff College "Operation Rosario":
- Falklands Island Invasion, Operation Rosario
- Falklands Islands Defence Force remembers its role
- RAF account of the Invasion, apparently an excerpt from Way's book
- British veteran returns to South Georgia Islands